# Ivan II. Štafilić
Jan II. Štafilić (chorvatsky Ivan Lučić Štafilić, též latinsky Stafileo, Staphileo; † 1557, Šibenik) byl chorvatský římskokatolický biskup.

## Život
Ivan Lučić Štafilić byl synovec svého jmenovce Jana I. Štafiliće a předchůdce ve funkci biskupa šibenického, jímž byl v letech 1528–1557.
Stál u dokončení výstavby a vysvěcení katedrály sv. Jakuba v Šibeniku, kde byl po své smrti také pohřben.

## Dílo
Publikoval teologický spis „De gratiis expectativis“.